# Carol (romanzo)
Carol (The Price of Salt o Carol, nell'edizione originale americana), è un romanzo di Patricia Highsmith, inizialmente pubblicato con lo pseudonimo di Claire Morgan nel 1952 in una prima versione censurata. 
La versione integrale del testo, intitolata The Price of Salt (Il prezzo del sale), è stata pubblicata nel Regno Unito, prima sotto pseudonimo, poi (dal 1989) con la firma Patricia Highsmith.

## Sinossi
A New York, Therese, una giovane scenografa che non trova lavoro, accetta un impiego temporaneo presso il grande magazzino Frankenberg durante il periodo di Natale. Un'altra dipendente del grande magazzino, la signora Robichek, sembra cercare di sedurla, ma Therese è disgustata dalla vita squallida e dall'aspetto sgradevole della donna, e mentre si trova una sera a casa sua piomba in una sorta di torpore.
Richard, il fidanzato di Therese, la presenta al suo amico Phil, che può aiutarla a trovare un lavoro in teatro.
Un giorno, mentre lavora da Frankenberg, Therese rimane affascinata dall'apparizione di una donna alta, bionda e di gran classe, in pelliccia. La cliente acquista una bambola per sua figlia Rindy. Therese non riesce a dimenticarla e le invia un biglietto di auguri firmato con il suo numero di matricola del grande magazzino. La cliente, ignara chi si tratti, chiama il negozio e si fa passare Therese, la ringrazia e le propone di prendere un drink insieme il giorno successivo. Therese accetta e fa così la conoscenza di Carol, una donna sposata ma prossima al divorzio.
Therese si innamora perdutamente di Carol, anche se non è ancora pienamente consapevole dei suoi sentimenti e continua a frequentare Richard. 
Per sfuggire alla tensione di New York, dovuta anche all'imminente divorzio di Carol e ai problemi legali che questo comporta, Carol e Therese partono per un viaggio in auto verso ovest, fino allo Utah, nel corso del quale le loro notti sono ricche del reciproco dono della passione. Carol tuttavia teme che il marito, se venisse a sapere di questa relazione, potrebbe denunciarla per indegnità e farle togliere la custodia di Rindy, poiché all'epoca i rapporti omosessuali erano illeciti. Therese, intanto, come sospettava già da tempo, comprende di non avere mai amato Richard e si rende conto di non avere più interesse per lui e per la sua compagnia.
Un investigatore privato ingaggiato dal marito di Carol, il quale conosceva già le tendenze della moglie poiché essa gli aveva confessato una relazione precedente, segue le due donne e riesce a documentare la loro relazione, fornendo al marito le prove necessarie per fare allontanare Carol dalla figlioletta. Per questo motivo Carol chiede a Therese di separarsi momentaneamente, in modo da poter affrontare il marito e le questioni legali che la aspettano. La donna, però, non può fare nulla contro il marito e i suoi avvocati e perde la custodia della figlia.
Anche se con il cuore spezzato, Therese torna a New York per ricostruire la sua vita.
Therese è profondamente abbattuta perché ritiene che Carol l'abbia abbandonata nel tentativo di mantenere un rapporto con Rindy e, quando rivede Carol per restituirle l'automobile con cui avevano viaggiato, rifiuta il suo invito ad andare a vivere con lei.
La sera stessa, durante un party, Therese è oggetto delle avances di un'attrice inglese, ma dopo un iniziale interesse prova un subitaneo senso di vergogna e abbandona la festa per raggiungere il ristorante dove sa che Carol sta cenando con un amico. Quando Carol la vede arrivare è quasi incredula, ma poi il sorriso che le si allarga sul viso fa capire a Therese che il loro amore può ricominciare.

## Accoglienza
Secondo romanzo di Patricia Highsmith, dopo Sconosciuti in treno, Carol non è un romanzo poliziesco; per questo motivo la Highsmith scelse di pubblicarlo sotto pseudonimo, tanto più che il suo editore, Harper & Brothers, si era rifiutato di pubblicarlo perché dubitava del successo di un libro su una relazione lesbica: la scrittrice dovette faticare per trovare un nuovo editore.  

Nella prefazione all'edizione del 1989, la prima pubblicata a suo nome, essa racconta come nacque il libro, le critiche positive ricevute e il successo della prima edizione rilegata, dovuto in parte ai lettori omosessuali, e soprattutto quello dell'edizione tascabile, che ha venduto "quasi un milione di copie". 

## Adattamento
- 2015 : Carol, film anglo-americano di Todd Haynes, adattamento del romanzo, con Cate Blanchett nel ruolo di Carol Aird, Rooney Mara in quello di Therese Belivet, Sarah Paulson e Kyle Chandler